# 싱데렐라
《싱데렐라》는 채널A의 예능 프로그램이다.
매주 목요일 밤 11시에 방송이 되었다가 2017년 1월 13일로 매주 금요일 밤 11시로 시간대가 변경되었다.
원래는 시청자들의 사연을 받고 그 사연에 맞춰서 노래방 순위를 조사하여 그 순위를 맞추는 방식이었으나 2017년 2월 24일 15회로 부제 야식이 빛나는 밤으로 바뀌면서 MC진과 프로그램 컨셉이 변했다.

## 시즌 1 진행자
- 강성연
- 김태우
- 김희철
- 문희준
- 이수근
- 최성국
- 한석준

## 야식이 빛나는 밤 진행자
- 이수근
- 문희준
- 김희철
- 김성규

### 야식이 빛나는 밤 게스트
- 15회 : 레드벨벳, 이상민 - 이상민은 문희준의 신혼여행 관계로 임시 MC로 투입되었다.